# David Linde
David Linde (* 8. Februar 1960) ist ein US-amerikanischer Filmproduzent. 

## Leben
David Linde ist ein Sohn des Juristen Hans A. Linde und der Helen Tucker. Er begann seine Karriere im Filmgeschäft als Vizepräsident bei Fox/Lober, wo er für den Kauf und Verkauf von mehr als 300 Independent-Filmen verantwortlich zeichnete. Außerdem war er für die Rechteverwaltung für Theaterproduktionen von Paramount Pictures verantwortlich.
1991 wechselte er zu Miramax, wo er zunächst als Vizepräsident des Ankaufs tätig war, bis er zum Executive Vice President und Head of Sales der neu gegründeten Miramax Films International ernannt wurde. Dadurch war er unter anderem an Quentin Tarantinos Pulp Fiction, Woody Allens Geliebte Aphrodite und Anthony Minghellas Der englische Patient beteiligt.
Im Januar 1997 gründete er zusammen mit James Schamus und Ted Hope die Independentfilm-Produktionsgesellschaft Good Machine. Zu seinen bekanntesten Produktionen aus dieser Zeit zählen Ang Lees Tiger and Dragon und Alfonso Cuarón Y tu mamá también – Lust for Life, bei denen er als Executive Producer tätig war. 2002 verkauften sie die Firma an Universal Pictures und gründeten Focus Features. Dort war er Kopräsident und Präsident der Unterabteilung Rogue Pictures. Diese kümmerte sich unter anderem um  Roman Polańskis Der Pianist, Sofia Coppolas Lost in Translation, Ang Lees Brokeback Mountain, Todd Solondz’ Happiness und Fernando Meirelles Der ewige Gärtner. 2008 überwachte er den Verkauf der Produktionsgesellschaft an Relativity Media.
Anschließend wechselte er mit Marc Shmuger zu Universal Pictures, wo er Vorsitzender wurde. Shmuger und Linde wurden im Oktober 2009 von Universal Pictures entlassen. 2011 gründete er außerdem Lava Bear Films, deren CEO er bis Oktober 2015 war. Anschließend wechselte er als CEO zu Participant Media. Zu seinen jüngsten Produktionen zählen Biutiful (2010) von Alejandro González Iñárritu, 360 (2011) von Fernando Meirelles, The Flowers of War von Zhang Yimou sowie Arrival (2016). Für letzteren erhielt er für die Oscarverleihung 2017 eine Nominierung in der Kategorie Bester Film.